# Chiesa di Santa Rita (Savona)
La chiesa di Santa Rita è un edificio religioso che sorge a Savona, nell'omonimo quartiere sulla sponda destra del Letimbro. Vi risiede la Confraternita della SS. Trinità.

## Caratteristiche
La chiesa è divisa in tre navate, con campanile in stile romanico sul lato sinistro. All'interno è conservata la settecentesca "cassa" lignea de L'Addolorata di Filippo Martinengo, portata in processione la sera del Venerdì Santo per le vie della città.
Dal 2015 la chiesa è gestita dalla comunità cristiano ortodossa.